# Conus anosyensis
Conus anosyensis é uma espécie de caracol marinho, um molusco gastrópode marinho na família Conidae. O tamanho da concha varia de 30 mm a 42 mm. Estes animais são predatórios e venenosos. São capazes de "ferroar" humanos. Podem ser encontrados em Madagascar.